# Andreï Vassiliev
Pour les articles homonymes, voir Vassiliev.
Andreï Vassiliev est un homme politique russe. Sous le règne d'Ivan IV de Russie, il fut chef du Prikaze Posolsky (chef du département de la diplomatie russe) de 1562 à 1570.